# Frances Brudenell, Condessa de Newburgh
Frances Brudenell, Condessa de Newburgh, Baronesa Bellew de Duleek (Deene, 1673 – Dublin, 23 de fevereiro de 1735/36) foi uma aristocrata britânica. Ela foi casada com Charles Livingston, 2.º Conde de Newburgh, e, após sua morte, casou-se com Richard Bellew, 3.º Barão Bellew de Duleek. Ela é mais conhecida por ter sido tema de uma sátira por William King – a qual ele escreveu por motivo de vingança – na qual é retratada como a líder de uma sociedade de lésbicas.

## Família
Frances foi a terceira filha e criança nascida de Francis Brudenell, Lorde Brudenell, e de sua esposa, Frances Savile.
Os seus avós paternos eram Robert Brudenell, 2.º Conde de Cardigan e Anne Savage. Os seus avós maternos eram Thomas Savile, 1.º Conde de Sussex e Anne Villiers.
Ela teve cinco irmãos, entre eles: Dorothy, cujo primeiro marido foi Charles Fane, 3.º Conde de Westmorland, e o segundo foi Robert Constable, 3.º Visconde Dunbar; Anne, cujo primeiro marido foi Henry Belasyse, 2.º Barão Belasyse de Worlaby, e o segundo foi Carlos Lennox, 1.º Duque de Richmond; Mary, esposa de Richard Molyneux, 5.º Visconde Molyneux; George Brudenell, 3.º Conde de Cardigan, marido de Elizabeth Bruce, e James, marido de Susan Barton.

## Biografia
Aos 18 ou 19 anos, em 12 de setembro de 1692, Frances se casou com Charles Livingston, o conde de Newburgh, filho de James Livingston, 1.º Conde de Newburgh e de Anne Poole. Juntos tiveram uma filha, Charlotte Maria. Charles faleceu em 6 de abril de 1694.
Em maio de 1695, a condessa viúva se casou com o barão Richard Bellew, filho de John Bellew, 1.º Barão Bellew de Duleek e de Mary Bermingham. Eles tiveram pelo menos dois filhos, Dorothea e John.
Após a morte de Richard, em 1714 ou 1715, a baronesa viúva herdou muitas dívidas, e procurou ajuda dos amigos. Entre eles estava Sir Thomas Smyth, 2.º Baronete, um político e soldado, cuja meia-irmã tinha casado com Peregrine King, pai de William King. Thomas acabou se tornando o guardião do filho de Frances, John, o novo barão, além de ter lhe emprestado uma grande quantia de dinheiro, sob a garantia do dote e das propriedades dos barões Bellew caso a dívida não fosse paga. Quando precisou de urgência nos pagamentos, Smyth acabou transferindo a reinvindicação do dote da baronesa ao sobrinho, William. Segundo rumores, Frances teria tido um casamento não reconhecido com Thomas Smyth, porém, segundo o registro do baronato de Smyth, ele morreu solteiro, em 1732.
Frances faleceu em 23 de fevereiro de 1735 ou 1736, com 62 ou 63 anos, e foi enterrada na Igreja de São Audoen, em Dublin.

## Poemas
A condessa foi o tema de uma série de poemas de amor (também sob o nome Myra) por George Granville. Nele, Granville exibe os charmes joviais dela para o deus Apolo, enquanto um sátiro, provocantemente, aponta para os "ares de flerte e aparência fantasmagórica" de Myra. Essa obra, contudo, nunca foi publicada, tendo sido o poema suprimido, e, assim, sobraram menos de 60 cópias, uma das quais foi vendida por Isaac Reed.
Frances foi a ré de uma ação de dívida por William King, sobrinho de Thomas Smyth, que alegou que a baronesa lhe devia milhares de libras. Em 1727, ele havia viajado para a Irlanda para reivindicar uma propriedade no Condado de Galway, reivindicação a qual foi disputada por Frances.  Ele perdeu o processo, e, como vingança, em 1732, escreveu uma sátira contra ela, intitulada "O Brinde" (The Toast), na qual Frances é representada como uma bruxa promíscua bissexual sob o nome de Myra, e alegou que ela reinava sobre "um círculo social de tribadistas em Dublin", sendo que sua amante principal seria Margaret du Pass, esposa de Joshua Allen, 2.º Visconde Allen. Foi a primeira vez que a palavra lésbica foi usada no sentido moderno.
King descreve Myra como:
"Tanto homem quanto mulher... uma velha deformada, possuidora de todos os vícios e má qualidades que podem entrar na composição de uma criatura humana".
Não há evidências que comprovem as alegações que King faz no poema. O Brinde foi dedicado ao escritor de sátiras, Jonathan Swift, que descreveu-o como "muito malicioso e digno de leitura". Swift também escreveu que, caso ele tivesse lido tal poema quando tinha apenas vinte anos, ele jamais teria escrito uma sátira. Mais tarde, King se arrependeu de muitas das passagens do poema, e, após sua morte, em 1763, as cópias remanescentes foram queimadas.

## Descendência
Do primeiro casamento:
- Charlotte Maria Livingston, 3.ª Condessa de Newburgh (1694 – 4 de agosto de 1755), sucessora do pai. Foi casada com Thomas Clifford, com quem teve duas filhas, e depois de sua morte, se casou com Charles Radclyffe, autointitulado 5.º Conde de Derwentwater, com quem teve três filhos.

Do segundo casamento:
- Dorothea Bellew (n. c. 1696), esposa de Gustavus Hamilton, com quem teve dois filhos;[8]
- John Bellew, 4.º Barão Bellew de Duleek (1702 - 18 de agosto de 1770), sucessor do pai. Foi primeiro casado com Anne Maxwell, com quem teve dois filhos, e depois foi marido de Mary FitzGerald, com quem teve duas filhas.